# Aluta maisonneuvei
Aluta maisonneuvei là một loài thực vật có hoa trong Họ Đào kim nương. Loài này được (F.Muell.) Rye & Trudgen mô tả khoa học đầu tiên năm 2000.